# 13日の金曜日

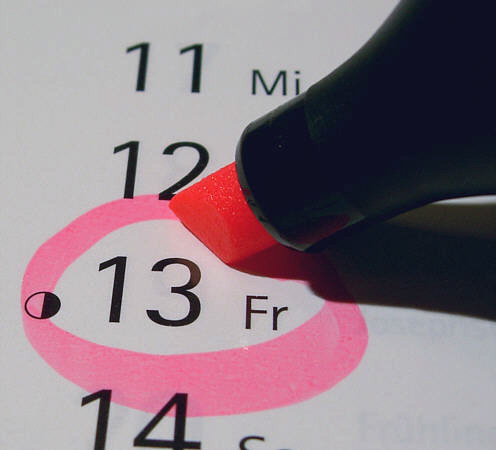
13日の金曜日

13日の金曜日（じゅうさんにちのきんようび、英語: Friday the 13th）とは、欧米において不吉とされる日である。また、それを証明する具体的なデータや統計が存在しない迷信ともされている。

## 概要
「イエス・キリストが磔刑に処されたのが13日の金曜日であり、クリスチャンは忌むべき日である」と考えられているが、忌み数の13と関係があるという説もある。
なお、現在多くの国家で用いられているグレゴリオ暦では、1年の間に必ず1回以上、最大で年3回、13日の金曜日が現れる（第1日が日曜日である月にある）。またグレゴリオ暦の置閏法は400年を周期とし、400年間の日数14万6097日は丁度2万871週なので、400年で同じ曜日のパターンが繰り返される。そのパターンでは、13日の曜日の中で最も多いのは金曜日である（木曜日から始まる平年と日曜日から始まる閏年は、年に3回13日の金曜日がある）。
なお、当時はローマの暦とユダヤの陰暦が併用されており、福音書の日付は陰暦である。

### グレゴリオ暦における13日の金曜日の一覧
| 元日の曜日 | 平年                       | 閏年                      |
| ---------- | -------------------------- | ------------------------- |
| 日曜日     | 1月13日、10月13日          | 1月13日、4月13日、7月13日 |
| 月曜日     | 4月13日、7月13日           | 9月13日、12月13日         |
| 火曜日     | 9月13日、12月13日          | 6月13日                   |
| 水曜日     | 6月13日                    | 3月13日、11月13日         |
| 木曜日     | 2月13日、3月13日、11月13日 | 2月13日、8月13日          |
| 金曜日     | 8月13日                    | 5月13日                   |
| 土曜日     | 5月13日                    | 10月13日                  |

## 起源
キリスト教の影響が強い国家であっても、イタリアで不吉な日は17日の金曜日であり、スペイン語圏では13日の火曜日が不吉だとされている。13日の金曜日を不吉とするのは、英語圏とドイツ、フランスなどに限られる。ただしフランスでは宝くじの売り上げが急上昇する、幸運な日でもある。
これらの国で13日の金曜日が不吉とされる理由には、いくつもの説があるが、定かでない。13を不吉な数とするものと、金曜日を不吉とするものが独立して生じ、それらが合体したものであるという説が有力である。13日の金曜日を不吉とするのは 19世紀になってからだとする意見もある。
1907年のトーマス・ウィリアム・ローソンの小説「13日の金曜日」は、この迷信を広めるために出版された可能性がある。この小説の中では、悪者が13日の金曜日にウォール街を混乱に陥れるために迷信を利用した。
コンスタンティノープルの第4回十字軍は、1204年の4月13日火曜日に、オスマン帝国は1453年5月29日火曜日に出来上がったことで、不吉な出来事は火曜日に起こるとされた。加えて、ギリシャではその日を3という意味で「Triti」と呼び、不吉な事は3からくるといわれている。なお13日の火曜日が来るのは、木曜日から月が始まる時である。
イタリアでは13日ではなく、17日の金曜日がその日にあたり、運の悪い1日になる。
ノースカロライナ州アッシュビルにあるストレス管理センターと恐怖症研究所によると、アメリカ合衆国にいる推定1,700～2,100万人が、この日の影響を受けて恐怖を抱いて、歴史上で最も怖がられている日「13日の金曜日恐怖症（英語: friggatriskaidekaphobia）」とされている。中には恐怖で非常に麻痺してしまい、ルーティーンから避けて遠くへ逃げてしまう人もいる。そして、推定800～900米ドルのお金が、この日に消費される。にもかかわらず、デルタ航空とコンチネンタル航空は、13日の金曜日に目立った低下は見られないとしている。
13日の金曜日に関して、いくつかの説を挙げる。
- キリストの最後の晩餐に13人の人がいたことから、13は不吉な数とされた。また、キリストが金曜日に磔刑に処せられたとされていることから、13日の金曜日が不吉であるとされるようになった。一説には、イヴによるアダムの誘惑も大洪水からノアが脱出したのもバベルの塔が壊されたのも13日の金曜日だと言われるが、聖書にそのような記述はない。
- 北欧神話では12人の神が祝宴を催していた時に、13人目となる招かれざる客ロキが乱入して人気者のバルドルを殺してしまったとされ、キリスト教以前から13を不吉な数としており、13日の金曜日についても伝説を持つ。それは魔女としてキリスト教に追いやられたフリッグが11人の魔女と悪魔を招いて毎週金曜日に悪事を企んでいたからだという。なおゲルマン諸語で「金曜日」を表す語は「フリッグの日」に由来する。
- フィリップ4世が、フランス全土においてテンプル騎士団の壊滅を図るため、メンバーたちを一斉に逮捕したのが、1307年10月13日の金曜日だった。その後騎士団は異端とされ財産を没収の上解散、幹部たちを火刑に処している。

## 事故との関係
13日の金曜日は危険なのか、それとも安全なのかというのは、欧米で交通事故や医療事故などを題材に、調査や研究が行われている。交通事故の観点からすると、フィンランドのデータを元に「危険だ」「いや、その調査は不確実な部分が多い」といった報告や、オランダのデータを元に「むしろ13日の金曜日は安全では」といった報告がある。医療事故では、扁桃摘出術を題材に「13日の金曜日だからといって危険になることはない」といった報告がある。
これら調査は、単に「迷信を否定する」だけにとどまらない理由がある。医療現場関係者においても「13日の金曜日は不吉」と信じる者がいること、患者の精神状態が病症に影響を与えることを考慮すれば、このような調査により13日の金曜日の危険性がないことを説明できることは、きちんとした意味を持つ。

## 13日の金曜日の出来事
- 1942年11月13日（ガダルカナル時間。日本時間11月12日-13日夜） - 第三次ソロモン海戦（第一次夜戦）。英語では同海戦のことを"Battle of Friday the Thirteenth"と呼ぶことがある。
- 1972年10月13日 - ウルグアイ空軍機571便遭難事故
- 1996年9月13日- ラッパーの2PACが銃撃され死去。
- 2004年8月13日 - 沖国大米軍ヘリ墜落事件
- 2012年1月13日 - コスタ・コンコルディアの座礁事故
- 2015年11月13日 - フランス・パリ同時多発テロ事件